# بول ایلند
بول ایلند (به لاتین: Bull Island) یک جزیره در جمهوری ایرلند است که در لینستر واقع شده‌است.